# 矿务铁路总局
矿务铁路总局，清朝政府负责矿山开发和铁路建设的管理机构，简称路矿总局，成立于1898年，与农工商总局同时成立。曾制定《矿务铁路公共章程》。1903年清政府设商部，撤销矿务铁路总局。1906年商部改为农工商部。